# Diócesis de Nyahururu
La diócesis de Nyahururu (en latín: Dioecesis Nyahururensis, en inglés: Roman Catholic Diocese of Nyahururu y en suajili: Jimbo Katoliki la Nyahururu) es una circunscripción eclesiástica de la Iglesia católica en Kenia. Se trata de una diócesis latina, sufragánea de la arquidiócesis de Nyeri. Desde el 24 de diciembre de 2011 su obispo es Joseph Ndembu Mbatia.

## Territorio y organización
La diócesis tiene 10 000 km² y extiende su jurisdicción sobre los fieles católicos de rito latino residentes en el condado de Nyandarua y en la parte occidental del condado de Laikipia.
La sede de la diócesis se encuentra en la ciudad de Nyahururu, en donde se halla la Catedral de María Inmaculada.
En 2019 en la diócesis existían 47 parroquias.

## Historia
La diócesis fue erigida el 5 de diciembre de 2002 con la bula Nuper est petitum del papa Juan Pablo II, obteniendo el territorio de la arquidiócesis de Nyeri.

## Estadísticas
Según el Anuario Pontificio 2020 la diócesis tenía a fines de 2019 un total de 291 748 fieles bautizados.
| Año                                                                             | Población            | Población | Población      | Sacerdotes | Sacerdotes    | Sacerdotes    | Bautizados por sacerdote | Diáconos permanentes | Religiosos | Religiosos | Parroquias |
| Año                                                                             | Bautizados católicos | Total     | % de católicos | Total      | Clero secular | Clero regular | Bautizados por sacerdote | Diáconos permanentes | Varones    | Mujeres    | Parroquias |
| ------------------------------------------------------------------------------- | -------------------- | --------- | -------------- | ---------- | ------------- | ------------- | ------------------------ | -------------------- | ---------- | ---------- | ---------- |
| 2002                                                                            | 181 632              | 672 918   | 27.0           | 26         | ?             | ?             | 6985                     |                      | 44         | 33         | 26         |
| 2003                                                                            | 181 632              | 672 918   | 27.0           | 29         | 26            | 3             | 6263                     |                      | 47         | 33         | 26         |
| 2004                                                                            | 181 632              | 672 918   | 27.0           | 29         | 26            | 3             | 6263                     |                      | 47         | 33         | 26         |
| 2013                                                                            | 359 000              | 1 125 000 | 31.9           | 56         | 53            | 3             | 6410                     | 2                    | 3          | 72         | 32         |
| 2016                                                                            | 279 483              | 939 898   | 29.7           | 63         | 59            | 4             | 4436                     |                      | 4          | 83         | 32         |
| 2019                                                                            | 291 748              | 990 980   | 29.4           | 76         | 71            | 5             | 3838                     |                      | 5          | 84         | 35         |
| Fuente: Catholic-Hierarchy, que a su vez toma los datos del Anuario Pontificio. |                      |           |                |            |               |               |                          |                      |            |            |            |

## Episcopologio
- Luigi Paiaro (5 de diciembre de 2002-24 de diciembre de 2011 retirado)
- Joseph Ndembu Mbatia, desde el 24 de diciembre de 2011